# Antero de Quental
Antero Tarquínio de Quental (Ponta Delgada, Açores 1842-1891) fou un dels més grans poetes portuguesos del segle xix. Estudià a Coïmbra, on capitanejà el moviment contra el romanticisme institucionalitzat representat per Antonio Feliciano de Castilho. Fou un dels polemistes, juntament amb José Maria Eça de Queirós i Teófilo Braga, de l'anomenada Qüestió de Coïmbra, que aglutinà aquesta reacció en nom d'uns ideals influïts per Georg Wilhelm Friedrich Hegel, Jules Michelet, Pierre-Joseph Proudhon i Auguste Comte.
Fou un dels organitzadors de les Conferències del Casino de Lisboa (1871), d'on nasqué el Partido Socialista Português, del qual fou cofundador. El 1865 publicà Odas modernas, que concep com a instrument d'acció revolucionària. El 1871 marca un canvi de sentit en la seva obra i en la seva personalitat, producte potser de la seva malaltia o del fracàs dels ideals del 1870. Abandona la política activa, encara que el 1880 acceptà una candidatura a diputat socialista, llegeix Friederich Schopenhauer i Hartmann i els místics hindús, i cau en una llarga crisi que el conduiria al suïcidi.

## Obres
- Bom senso e Bom gosto (1865) assaig
- A dignidade das letras e as Literaturas oficiais (1865) assaig
- Odas modernas (1865) poesia
- Primaveras románticas (1872)
- Sonetos (1886) poesia